# Takhli (huyện)
Thakhli (tiếng Thái: ตาคลี) là huyện (amphoe) cực nam của tỉnh Nakhon Sawan, Thái Lan.

## Địa lý
Các huyện giáp ranh (từ phía bắc theo chiều kim đồng hồ): Phayuha Khiri và Tak Fa của Nakhon Sawan, Nong Muang và Ban Mi của tỉnh Lopburi, In Buri của tỉnh Singburi và Sapphaya, Mueang Chai Nat và Manorom của tỉnh Chainat.

## Hành chính
Huyện này được chia thành 11 phó huyện (tambon), các đơn vị này lại được chia ra thành 128 làng (muban). Takhli là thị xã (thesaban mueang) và nằm trên một phần của tambon Takhli. Chong Khae là một thị trấn (thesaban tambon) và nằm trên một số khu vực của tambon Chong Khae and Phrom Nimit. Có 10 Tổ chức hành chính tambon.
| STT | Tên            | Tên Thái | Số làng | Dân số |  |  |
| 1.  | Takhli         | ตาคลี     | 24      | 53,322 |  |  |
| 2.  | Chong Khae     | ช่องแค    | 12      | 9.160  |  |  |
| 3.  | Chan Sen       | จันเสน    | 11      | 8.131  |  |  |
| 4.  | Huai Hom       | ห้วยหอม   | 11      | 4.914  |  |  |
| 5.  | Hua Wai        | หัวหวาย   | 14      | 9.399  |  |  |
| 6.  | Nong Pho       | หนองโพ   | 15      | 10.519 |  |  |
| 7.  | Nong Mo        | หนองหม้อ  | 7       | 3.862  |  |  |
| 8.  | Soi Thong      | สร้อยทอง  | 10      | 4.618  |  |  |
| 9.  | Lat Thippharot | ลาดทิพรส  | 11      | 5.201  |  |  |
| 10. | Phromnimit     | พรหมนิมิต  | 9       | 5.786  |  |  |